# Halieutichthys
Halieutichthys is een geslacht van vleermuisvissen (Ogcocephalidae). Anno 2010 zijn er drie soorten bekend: H. aculeatus, H. bispinosus en H. intermedius, die leven nabij de Golf van Mexico.
De soorten H. bispinosus en H. intermedius werden voor het eerst ontdekt in de omgeving van de olieramp in de Golf van Mexico 2010. Vroeger werden ze als één soort beschouwd (H. aculeatus), maar na de ramp werd duidelijk dat het over meerdere soorten gaat. Ze verschillen in grootte, vorm (stomp of scherp), de schikking van uitsteeksels op hun lichaam, de aan- of afwezigheid van donkere strepen op de borstvinnen en het unieke pigmentpatroon op de rug. De volgende eigenschappen typeren de soorten:
- H. aculeatus heeft relatief weinig doornige uitsteeksels en komt voor in het noordoosten van de Golf en aan de kusten van Florida, Georgia en Carolina.
- H. bispinosus komt voor in dezelfde gebieden als H. aculeatus, maar heeft meer uitsteeksels.
- H. intermedius heeft een glad oppervlak. Zijn leefgebied overlapt grotendeels het gebied van de olievlek omstreeks begin juli 2010. Hij komt daarbuiten waarschijnlijk niet voor en is daardoor zeer kwetsbaar na de ramp.

Net als andere vleermuisvissen "wandelen" de vissen van dit geslacht over de zeebodem met hun aangepaste vinnen. Uit de rugvin komt een vloeistof die prooien lokt. Ze hebben een camouflagekleur.